# Omsk
Omsk (in russo Омск?) è una città della Russia situata nella parte sud-occidentale della Siberia e capoluogo della regione omonima.
È la seconda città siberiana per grandezza dopo Novosibirsk e la settima in Russia. La città è una stazione importante lungo la Transiberiana.
Omsk è un importante centro industriale soprattutto nei settori della meccanica pesante e della produzione di armamenti, in particolare mezzi corazzati, fin dalla seconda guerra mondiale, quando, durante l'operazione Barbarossa, vi furono trasferite alcune grandi officine specializzate per sottrarle al rischio di essere catturate dalla Wehrmacht tedesca.

## Geografia fisica

### Territorio
Omsk si trova nella pianura della Siberia occidentale, poco lontano dalla frontiera col Kazakistan; sorge sul fiume Irtyš, presso la foce del fiume Om' (in russo Омь), da cui la città ha preso il nome.
L'Irtyš qui è un tipico fiume di pianura: ha molti bracci e grandi isole, meandri, la riva sinistra (occidentale) è pianeggiante, la destra è leggermente dirupata. Nel centro storico della città sono presenti piccole colline che permisero di costruire la fortezza; i dintorni della città sono pianeggianti.

### Clima
Il clima continentale è caratterizzato da un basso livello di umidità. L'inverno è lungo: da novembre fino a marzo, con molta neve che non si scioglie fino ad aprile. La temperatura media a gennaio è di −17 °C e la minima assoluta di −45 °C. A luglio la temperatura media è di 20 °C e la massima assoluta di 40 °C. La bassa umidità alleggerisce la sensazione di gelo. La quantità annuale di precipitazioni è di circa 400 mm. Negli ultimi 55 anni le temperature medie sono cresciute di circa 1,5 °C.

## Geografia antropica
La maggior parte della città si trova alla destra dell'Irtyš. Alla sinistra ci sono due quartieri e di fronte al centro c'è l'Aeroporto di Omsk. Nella città si trovano molte zone di piccole case private, sparse qua e là, che cominciano fin da un chilometro dal centro.

### Suddivisioni amministrative
La città è suddivisa in 5 distretti urbani con nomi usuali rimasti dal periodo sovietico:
- Sovetskij
- Central'nyj
- Kirovskij
- Leninskij
- Oktjabr'skij

## Storia

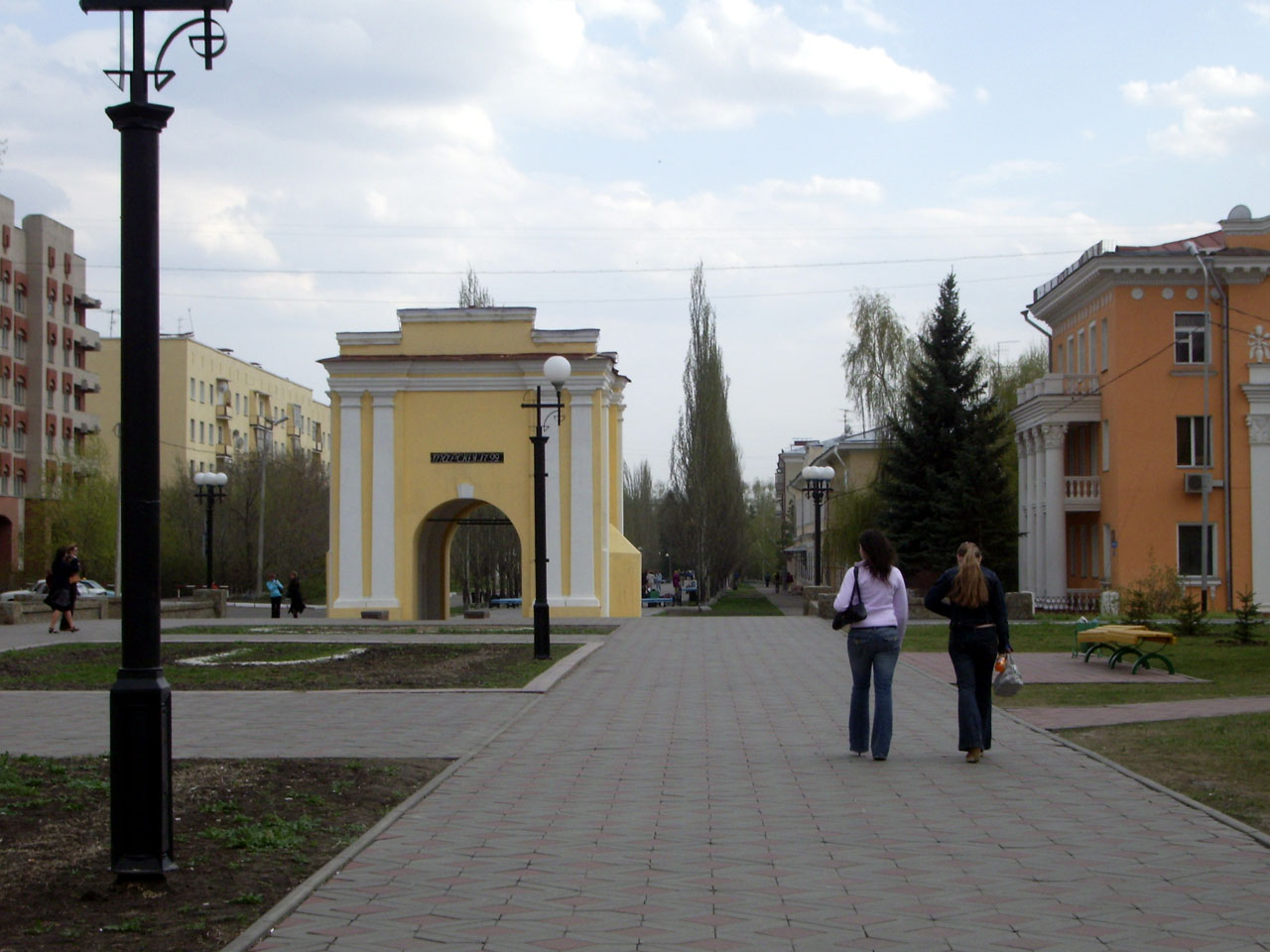
La Porta di Tara nel centro di Omsk.

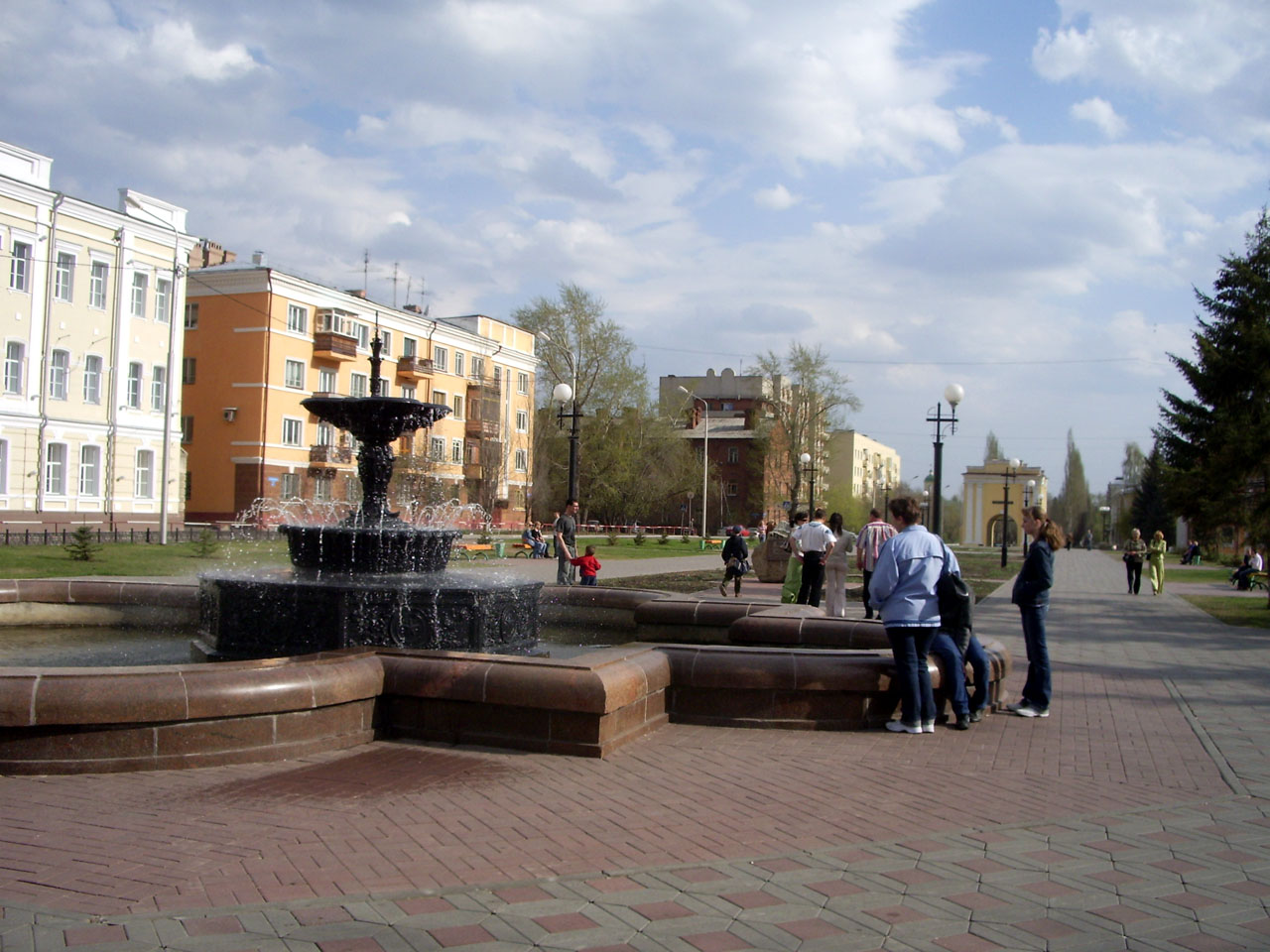
La Via di Tara (Tarskaja) (con la porta dietro) è una zona pedonale.

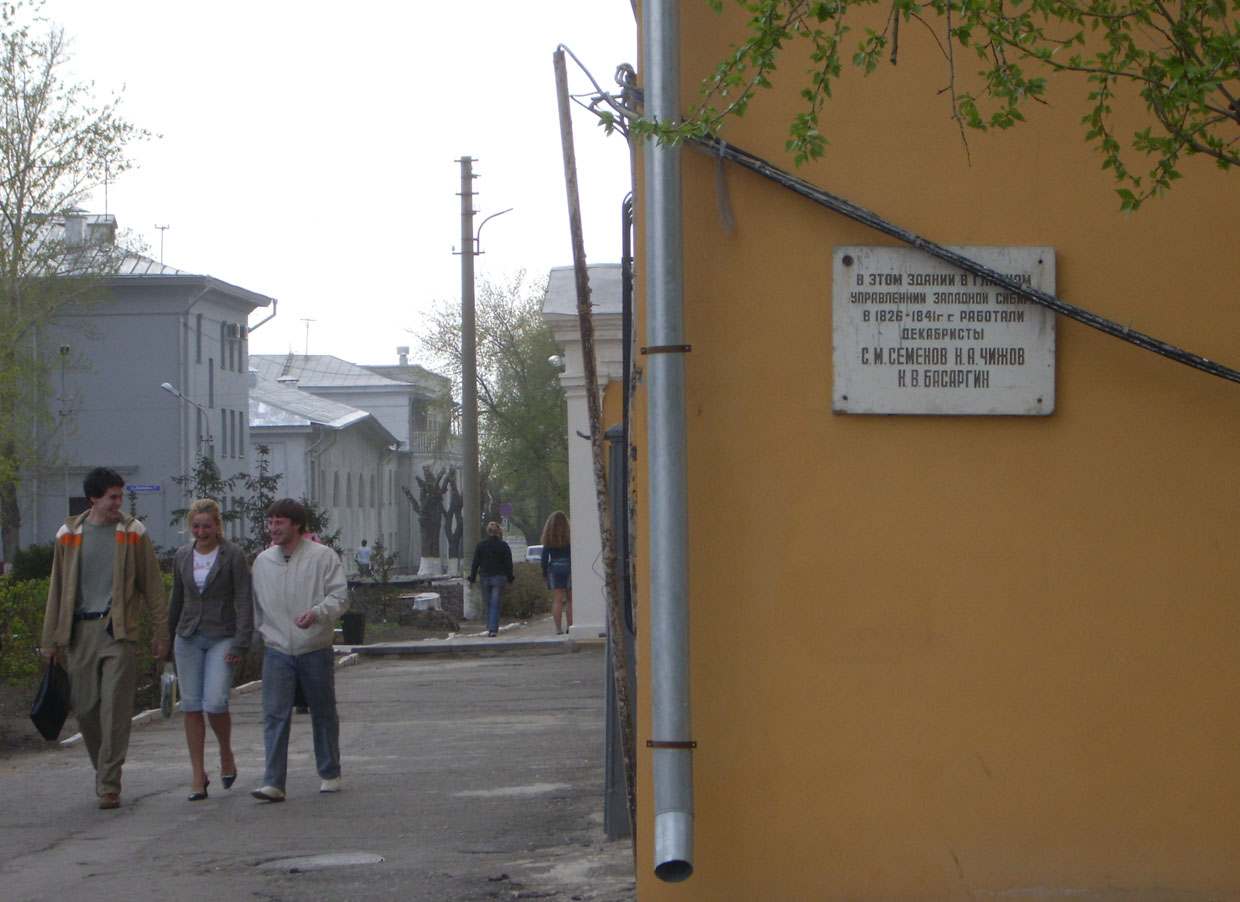
Lapide commemorativa ai decabristi sull'ex-sede dell'amministrazione regionale.

Il 22 maggio 1714 lo zar Pietro I il Grande firmò il decreto per la ricerca di sabbie aurifere in Siberia. Nella città di Jerket fu organizzata una spedizione capeggiata da Ivan Dmitrievič Buholz. Conseguentemente al cattivo esito della spedizione, per difendere il drappello e l'equipaggiamento furono costruite due piccole ridotte alla foce del fiume Om': una sulla riva sinistra, l'altra sulla destra. Nel 1717 nella riva sinistra, sulla punta fra Om' e Irtyš fu costruita la prima fortezza di legno, larga 6 ettari. Le fortificazioni difensive compresero un fossato secco profondo 3 metri, un terrapieno alto 1 metro, su cui sorsero le mura di tronchi di betulla alte 3,5 metri. Agli angoli della fortezza furono costruiti bastioni equipaggiati con cannoni.
A metà del XVIII secolo la fortezza divenne un nodo di linee protettive. Dopo modernizzazioni diventò chiara la necessità di una nuova fortezza. Il 2 maggio 1768 cominciarono i lavori della sua costruzione. La nuova fortezza aveva opere di pietra, un poligono largo 30 ettari, 4 bastioni e 3 semibastioni. Comprendeva 4 porte: di Om', di Tara, di Tobol'sk e di Irtyš. La porta di Tobol'sk si è conservata fino ad oggi, e nel 1991 fu ricostruita la porta di Tara.
Nella fortezza nuova furono costruiti edifici di pietra, molti dei quali si sono conservati: il museo di Dostoevskij, lo Stato Maggiore, il carcere militare che oggi serve come ufficio di leva, il museo del Ministero degli Interni. Nel territorio della fortezza ci sono molti edifici antichi, e la via di Tara è una zona pedonale. Nel 1782 Omsk ottenne lo status di città, nel governatorato di Tobol'sk.
Nel XIX secolo Omsk, come altre città della Siberia, fu un luogo di esilio. I criminali e i ribelli furono condannati al carcere oppure a vivere in un luogo in Siberia, compresa Omsk. L'esilio molto lontano dalla Russia centrale era una pena grave, in particolare per i cittadini che non seppero vivere nella solitudine della campagna: la vita nelle piccole città fu molto tediosa per loro. Molti finirono le loro vite malamente: senza lavoro, alcolizzati, costretti a vendere gli ultimi oggetti portati con loro. Altri invece non si sentirono respinti: i più attivi riuscirono a trovare lavoro anche in cariche di responsabilità. Nel centro di Omsk si trova una targa commemorativa per tre decabristi che lavorarono nell'amministrazione regionale.
Ad Omsk fu incarcerato anche Dostoevskij; scarcerato prima del termine per l'ottima condotta, successivamente servì nell'esercito compiendo missioni in altre città della Siberia (Barnaul e Kuzneck). Nella seconda metà XIX secolo la città si trasformò da un centro militare coloniale in una città civile. Sviluppò il commercio, comparvero le scuole medie e professionali, comparì il teatro drammatico, la biblioteca pubblica.

Durante la guerra civile russa fu la capitale della Repubblica di Siberia di Aleksandr Vasil'evič Kolčak.

## Economia
Ad Omsk è presente l'industria petrolchimica (47%), alimentare (29%), elettronica (7%), aerospaziale (4%), metalmeccanica (3%) ed altro (10%, le quote sono relative alla produzione nel 2007). Nella città è in costruzione la prima fabbrica in Russia per la produzione di bioetanolo dal grano.
Fin dalla seconda guerra mondiale, Omsk è diventata la sede della Omsktransmaš, grande azienda per la produzione di armamenti, creata dal governo sovietico trasferendo alcuni stabilimenti industriali ubicati nelle regioni occidentali dell'Unione Sovietica che rischiavano di cadere in mano alla Wehrmacht tedesca. Durante gli ultimi anni della seconda guerra mondiale e per tutto il periodo della guerra fredda, la Omsktransmaš produsse nelle sue officine migliaia di carri armati per l'Armata Rossa. Dopo un periodo di crisi, successivo alla dissoluzione dell'Unione Sovietica, a Omsk, soprattutto dopo l'inizio della guerra russo-ucraina, nel febbraio 2022, è ripresa la produzione su grande scale di carri armati per l'esercito russo.

## Infrastrutture e trasporti

### Aereo
La città di Omsk è servita dai numerosi voli di linea dall'Aeroporto di Omsk. La compagnia aerea russa la Omskavia Airlines, fallita nel 2009, aveva la base tecnica a Omsk.

### Treno
La Transiberiana, messa in opera ad Omsk nel 1896, diede un impulso forte allo sviluppo economico. La città crebbe in fretta, superò Tomsk e per alcuni anni fu la più grande della Siberia. Lo sarebbe ancora se il potere sovietico non avesse preferito la nuova città di Novosibirsk.

### Navigazione
È presente un porto per il trasporto fluviale delle merci e dei passeggeri.

### Metropolitana

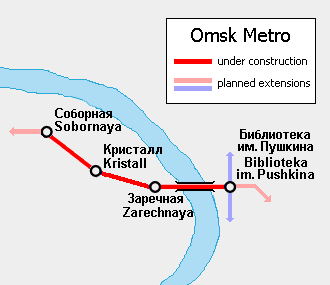
La prima linea della metro di Omsk

Entro il 2010 era prevista l'apertura della metropolitana di Omsk, la seconda metropolitana siberiana dopo quella di Novosibirsk, ma i lavori non risultano essere ultimati ad eccezione della costruzione di una fermata, che è utilizzata solamente come sottopasso pedonale e nel 2018 i lavori di costruzione sono stati completamenti sospesi.

### Militaria
Omsk è sede della Scuola del Corpo Cadetti e anche della 33ª Armata missilistica della Guardia.

## Monumenti e luoghi d'interesse

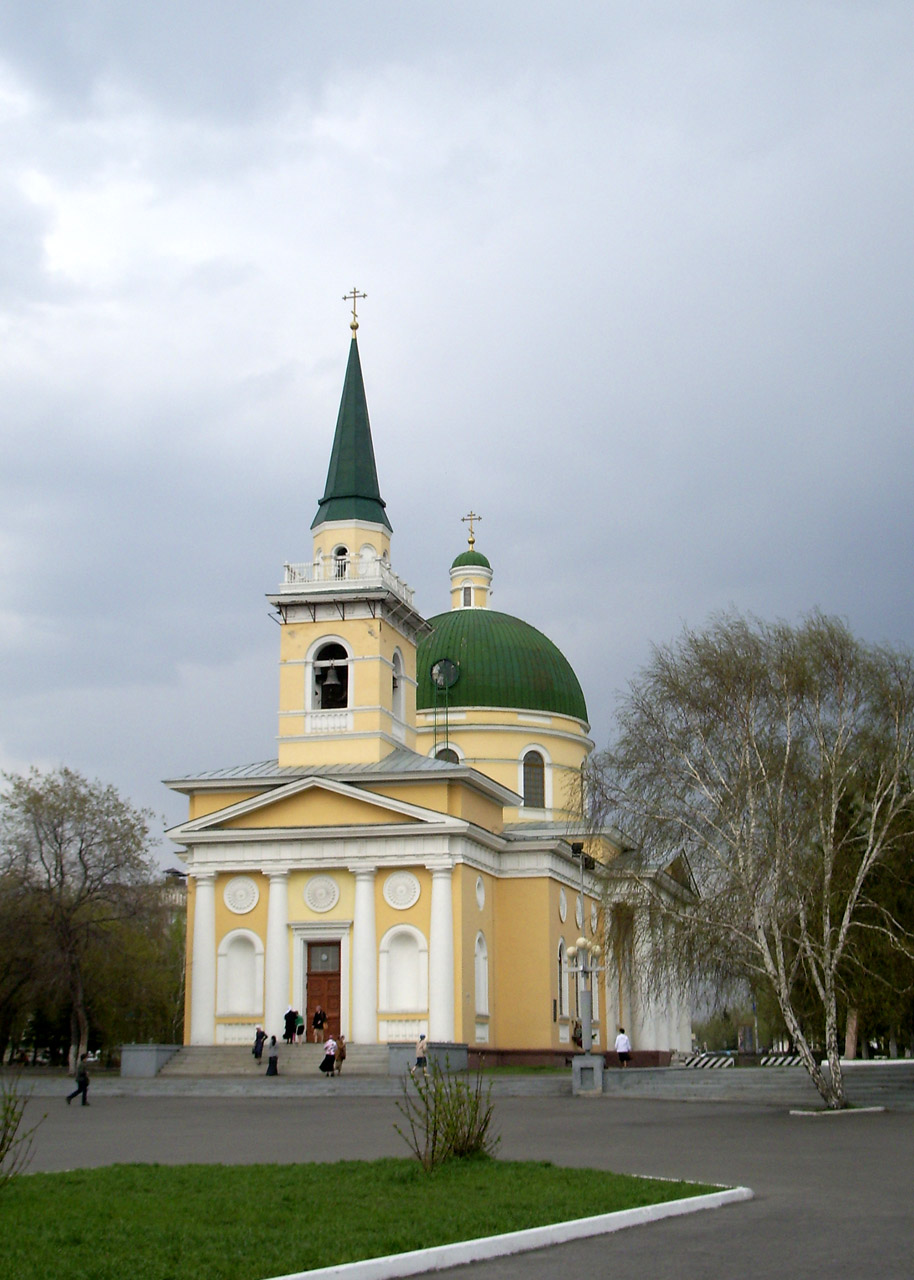
La cattedrale di San Nicola.

- Porta di Tara
- Cattedrale dell'Assunzione
- Stazione ferroviaria
- Circo stabile

Inoltre vi sono cinque parchi.

## Cultura

### Istruzione

#### Università
Ad Omsk hanno sede 21 università.

### Teatro
Ad Omsk ha sede un teatro drammatico e un teatro musicale, oltre ad altri 12 teatri.

### Musica
- Sala d'organo

### Musei
I musei principali sono:
- Museo Dostoevskij
- Museo delle arti figurative Vrubel'
- Museo della gloria militare

## Sport
La principale squadra di hockey su ghiaccio è l'Avangard Omsk, che milita nella Kontinental Hockey League, il più importante campionato russo. Le sue partite si giocano in casa all'Arena Omsk.

## Amministrazione

### Gemellaggi
- Łódź
- Lublino
- Danzica
- Sinferopoli
- Kaifeng
- Púchov
- Karlovy Vary
- Petropavl
- Pavlodar
- Jinju
- Milwaukee